# 辯機
辯機（619年 -  ? ），唐朝僧人，出生在唐高祖武德二年（公元619年），十五歲依止道岳法師出家，隸名大總持寺。道岳法師後任普光寺寺主，辯機則改住會昌寺，十餘年里潛心佛學。
《大唐西域記贊》說：「辯機遠承輕舉之胤，少懷高蹈之節，年方志學，抽簪革服，為大總持寺薩婆多部道岳法師弟子。」

## 生平
根據《大唐西域記》卷末《記贊》所載，辯機十五歲時隨道岳大師於大總持寺出家，曾抄寫大量流傳至今的佛教經典，以佛法修為高深、文學程度高及擅於撰文著稱。
辯機二十六歲時成為唐貞觀十九年（公元645年）所成立的譯經場之九大綴文之一。一生中最大的成就是協助從印度取梵文經書至中國的高僧唐玄奘抄寫佛經及書撰其親身經歷《大唐西域記》。當年有此殊榮者全大唐不滿三十位，辯機以二十六歲之姿擠入其中，可見其才華超群。他還協助玄奘譯出了《顯揚聖教論頌》1卷、《六門陀羅尼經》1卷、《佛地經》1卷、《天請問經》1卷等重要經典。

## 辯機疑案
歐陽修等所編撰的《新唐書》記載辯機與高陽公主私通而被唐太宗賜死；而司馬光的《資治通鑑》說法更為具體，辯機是被唐太宗腰斬。
辯機私通高陽公主案，近代考證者為陳垣。陳垣撰〈大唐西域記撰人辯機〉一文，詳論辯機生平相關考證，並附考證辯機私通高陽公主案。考證內容及於相關史料文獻，辨析私通案可能發生時間、辯機死亡可能時間等事，考證詳盡近理。據此文考證：辯機死年最可能為唐太宗貞觀二十二年（公元648年）七月房玄齡病逝之後至貞觀二十三年（公元649年）五月唐太宗病逝之間，於此間私通案事發而被唐太宗腰斬。
許敬宗在《瑜伽師地論》後序寫道：「三藏法師玄奘，敬執梵文譯為唐語。……弘福寺沙門玄謨，證梵語大總持寺沙門玄應，正字……大總持寺沙門辯機，受旨證文……臣許敬宗，奉詔監閱，至二十二年五月十五日。絕筆。總成一百卷。……僧徒並戒行圓深，道業貞固。」
《大唐內典錄》、《開元釋教錄》、《貞元新定釋教目錄》記載，永徽元年九月十日至十一月八日，玄奘大師於大慈恩寺翻經院譯《本事經》，而靖邁、神昉等為筆受。《宋高僧傳》卷4之《靖邁傳》也同樣記載：“同普光寺棲玄、廣福寺明𤀹、會昌寺辯機、終南山豐德寺道宣同執筆綴文，翻譯《本事經》七卷。”

## 影视作品
- 1995年中国大陆电视剧《武则天》，张多福饰辩机，马丽饰高阳公主。
- 2001年中国大陆电视剧《大唐情史》，聂远饰辩机，沈傲君饰高阳公主。
- 2006年中国大陆电视剧《贞观之治》，苏茂饰辩机，陶飞霏饰高阳公主。
- 2014年中国大陆电视剧《武媚娘传奇》，秦启东饰辩机，米露饰高阳公主。

## 外部連結
- 辯機撰文《大唐西域記讚》